# جایزه بزرگ کانادا ۲۰۱۵
جایزه بزرگ کانادا ۲۰۱۵ (انگلیسی: ‎2015 Canadian Grand Prix‎) یک مسابقهٔ موتوری در رشتهٔ اتومبیل‌رانی فرمول یک بود که در تاریخ ۷ ژوئن ۲۰۱۵ در پیست ژیل ویلنوو واقع در مونترآل، کانادا برگزار شد. این گراند پری در میان ۱۹ گراند پری در فصل ۲۰۱۵، مسابقهٔ شمارهٔ ۷ بود.
در این مسابقه که در ۷۰ دور و به مسافت ۳۰۵٫۲۷۰ کیلومتر (۱۸۹٫۶۸۶ مایل) برگزار شد، پول پوزیشن توسط لوئیز همیلتون کسب شد و سریع‌ترین زمان برای طی یک دور پیست که برابر با ۱:۱۶٫۹۸۷ بود نیز توسط کیمی رایکونن به ثبت رسید.
لوئیز همیلتون از تیم مرسدس، نیکو رزبرگ از تیم مرسدس و والتری بوتاس از تیم ویلیامز-مرسدس به‌ترتیب مقام‌های اول تا سوم مسابقه را کسب کردند.

## رده‌بندی قهرمانی پس از مسابقه
|       | جایگاه | راننده        | امتیاز |
| ----- | ------ | ------------- | ------ |
|       | ۱      | لوئیز همیلتون | ۱۵۱    |
|       | ۲      | نیکو رزبرگ    | ۱۳۴    |
|       | ۳      | سباستیان فتل  | ۱۰۸    |
|       | ۴      | کیمی رایکونن  | ۷۲     |
|       | ۵      | والتری بوتاس  | ۵۷     |
| منبع: |        |               |        |

|       | جایگاه | سازنده            | امتیاز |
| ----- | ------ | ----------------- | ------ |
|       | ۱      | مرسدس             | ۲۸۵    |
|       | ۲      | فراری             | ۱۸۰    |
|       | ۳      | ویلیامز-مرسدس     | ۱۰۴    |
|       | ۴      | رد بول ریسینگ-رنو | ۵۴     |
| ۲     | ۵      | لوتوس-مرسدس       | ۲۳     |
| منبع: |        |                   |        |

یادداشت
- تنها پنج جایگاه نخست از هر رده‌بندی نمایش داده شده‌است.